# Karl Frenzel (militare)
Karl August Wilhelm Frenzel (Zehdenick, 20 agosto 1911 – Garbsen, 2 settembre 1996) è stato un militare tedesco, comandante del Campo I nel campo di sterminio di Sobibór, che partecipò all'Aktion T4 (Programma nazista di eutanasia) e all'Aktion Reinhardt, nome in codice dato al progetto di sterminio degli ebrei in Polonia.

## Biografia

### Primi anni
Frenzel nacque a Zehdenick, nel quartiere Templin, il 20 agosto 1911. Suo padre aveva lavorato per la ferrovia ed era un funzionario locale del Partito Socialdemocratico di Germania. Karl, dopo aver frequentato la scuola primaria dal 1918 al 1926 a Oranienburg, divenne un apprendista falegname. Tuttavia, dopo aver superato l'esame di qualificazione di carpenteria nel 1930, si ritrovò senza lavoro. In seguito trovò lavoro per un breve periodo come macellaio. La promessa di un lavoro lo spinse ad aderire al SA e al Partito nazista (tessera n° 334.948). Il fratello, uno studente di teologia, aveva già aderito al Partito nazista l'anno precedente. Il padre si sarebbe unito al partito nel 1934. Karl affermò che l'antisemitismo era un aspetto della politica nazista a cui erano indifferenti. Più tardi avrebbe però affermato di essere stato spaventato dalle prime persecuzioni degli ebrei in Germania.
Nel 1929, all'età di diciott'anni, Frenzel incontrò la sua prima fidanzata, che era ebrea. Il loro rapporto si concluse due anni dopo quando il padre scoprì che Frenzel era un membro del Partito nazista. Lei e la sua famiglia emigrarono negli Stati Uniti nel 1934.
Nel 1934, Frenzel sposò sua moglie. Entrambi erano cristiani tedeschi e andavano spesso a messa. La coppia avrà cinque figli.

### Aktion T4
All'inizio della seconda guerra mondiale, Frenzel venne arruolato nel Reichsarbeitsdienst. Tuttavia, fu presto rilasciato perché aveva molti figli da mantenere. Frenzel voleva servire nell'esercito, in quanto membro dell'SA, ma invece è stato assegnato all'Aktion T4, programma nazista di eutanasia che prevedeva la soppressione di persone affette da malattie genetiche inguaribili o da malformazioni fisiche. Prima lavorò nella lavanderia del centro di eutanasia di Grafeneck, poi contribuì alla costruzione del centro di eutanasia di Bernburg e infine lavorò come fuochista nel centro di eutanasia di Hadamar (era, cioè, responsabile della rimozione dei cadaveri dei disabili dalle camere a gas e della loro cremazione). Il 20 aprile 1942 venne assegnato all'Aktion Reinhard e inviato al campo di sterminio di Sobibór.

### Sobibór
Frenzel ha sostenuto che quando venne inviato a Sobibór, gli fu detto che era solo un campo di lavoro. Quando ha scoperto la vera natura del campo, gli fu proibito di parlarne con chiunque. Se avesse rivelato questo segreto, sarebbe stato deportato in un campo di concentramento o ucciso. Frenzel era il comandante del Campo I, dove i detenuti erano condannati al lavoro forzato. Ha inoltre comandato il Bahnhof-kommando.
A Sobibór, Karl si distinse per la sua crudeltà. Il sergente Erich Bauer dichiarò che Frenzel era uno dei membri più brutali del personale delle SS e che usava liberamente la frusta sui detenuti. Nella primavera del 1943, quando un prigioniero tentò di suicidarsi e venne trovato agonizzante, Frenzel disse che gli ebrei non avevano il diritto di uccidersi da soli e che solo i tedeschi potevano ucciderli. Poi iniziò a frustare il poveretto e lo finì con un colpo di pistola.
Sempre nella primavera del 1943, dopo la fuga di due ebrei di Chełm dal campo, i membri del personale delle SS si consultarono tra loro riguardo alla punizione che gli ebrei del campo avrebbero dovuto subire per la fuga dei loro compagni di prigionia. Fu Frenzel ad annunciare il verdetto: ogni decimo prigioniero in fila all'appello mattutino sarebbe stato giustiziato. Frenzel camminò personalmente lungo le file e selezionò le vittime che sarebbero state portate al campo III. In totale, venti prigionieri furono fucilati come rappresaglia per i due che erano fuggiti.
Un giorno, dopo l'arrivo di uno dei convogli da liquidare, un vecchio ebreo appena sceso da un vagone schiaffeggiò Frenzel. Il comandante del campo, Franz Reichleitner, trattenne il furioso Frenzel dal reagire, prese in disparte il vecchio e lo uccise con un colpo di pistola alla testa.
A differenza di molti uomini delle SS, Frenzel probabilmente aveva i suoi limiti. Ha testimoniato che cercò di evitare la partecipazione alle azioni più omicide del campo. Ad esempio, rifiutò di essere messo a capo del carretto che trasportava gli ebrei nelle camere a gas.
Dopo la rivolta dei prigionieri del 14 ottobre 1943, Frenzel contribuì a smantellare il campo. Fu poi trasferito a Trieste assieme a molti altri membri del personale delle SS che sopravvissero alla rivolta. La moglie di Frenzel, verso la fine della guerra, venne violentata dai soldati sovietici. Morì poco tempo dopo di tifo addominale.

### Arresto e processo
Dopo la guerra, Frenzel venne arrestato dalle truppe statunitensi e deportato in un campo di prigionia vicino a Monaco di Baviera, ma venne presto rilasciato. Successivamente, Frenzel trovò lavoro a Francoforte come tecnico delle luci. Il 22 marzo del 1962, durante una pausa di lavoro, venne identificato e nuovamente arrestato. Al processo di Sobibór venne accusato di aver ucciso personalmente almeno 42 ebrei e di aver partecipato allo sterminio di circa 250.000 ebrei.
Il 20 dicembre 1966 fu condannato all'ergastolo per aver ucciso personalmente sei ebrei e per la partecipazione allo sterminio di 150.000 ebrei, in quanto comandante di Sobibór I. Dopo sedici anni di carcere, nel 1982 venne rilasciato per motivi di salute, per poi venire arrestato nuovamente e condannato ad un altro ergastolo il 4 ottobre 1985, pena che non avrebbe mai scontato a causa della sua età avanzata e dei suoi problemi di salute.
Frenzel frequentemente espresse rimorso per le sue azioni, ma spiegò di aver semplicemente fatto il suo dovere. Trascorse gli ultimi anni della sua vita in una casa di riposo a Garbsen, vicino ad Hannover. Morì il 2 settembre 1996.

## Nella cultura di massa
Karl Frenzel è stato interpretato da Kurt Raab nel film per la televisione del 1987 Fuga da Sobibor e da Christopher Lambert nel film Sobibor - La grande fuga del 2018.